# Terence Blanchard
Terence Blanchard (New Orleans, 13 marzo 1962) è un musicista e compositore statunitense, nonché jazzista ed autore di colonne sonore.

## Biografia
Figlio unico di un cameriere d'albergo di New Orleans che si esibiva durante le feste con un suo gruppo vocale di dilettanti,  quando frequentava la scuola elementare ricevette in regalo un pianoforte e cominciò a studiare musica. Verso i quattordici anni decise di dedicarsi invece alla tromba dopo essere stato influenzato dall'ascolto di Study in Brown di Clifford Brown e Max Roach e Four & More di Miles Davis.
Il primo lavoro da professionista nel mondo del jazz fu con la Big band di Lionel Hampton, con cui rimase dal 1980 al 1982. Successivamente, assieme a Donald Harrison, entrò nei Messengers di Art Blakey al posto dei fratelli Marsalis che avevano appena lasciato il gruppo. Considerato uno dei migliori trombettisti jazz degli anni ottanta, collaborò in seguito con alcuni dei maggiori esponenti del genere, quali J. J. Johnson, Chick Corea e Toots Thielemans.
Negli anni novanta spostò il suo interesse verso il cinema, divenendo l'autore delle colonne sonore di molti film del regista afroamericano Spike Lee. Dopo aver inciso per la Columbia Records diversi album tra cui un tributo a Billie Holiday e uno dedicato alle musiche da film, nel 2003 è passato alla Blue Note con cui ha realizzato Bounce, Flow e A Tale of God's Will, quest'ultimo dedicato alle vittime dell'Uragano Katrina.
Nel 2005 ha collaborato anche all'MTV Unplugged: Giorgia, con la quale ha ri-arrangiato i suoi brani più famosi in chiave acustica e jazz.
Dopo la terribile devastazione causata dall'uragano Katrina che ha duramente colpito New Orleans nell'agosto del 2005, Blanchard si è fatto promotore di diverse iniziative per rilanciare la sua città natale. In particolare ha promosso il progetto "Commitment to New Orleans" teso a riportare il campus universitario di matrice Jazzistica della "Loyola University" da Los Angeles a New Orleans. In proposito ha dichiarato: «sono cresciuto in questa città studiando Jazz alla "Loyola University" con altri giovani musicisti jazz come Wynton e Branford Marsalis e so che l'istituto ha avuto un grande impatto nel jazz e nella nostra comunità. Dobbiamo fare di tutto affinché New Orleans rifiorisca ancora una volta».
Nel novembre 2010 è stato nuovamente in Italia, dove ha suonato per il Bologna Jazz Festival a Modena, a Bologna e a Ferrara.
Vive con la moglie e quattro figli presso il "Garden District" di New Orleans.

## Filmografia

### Compositore

#### Cinema
- Jungle Fever, regia di Spike Lee (1991)
- Malcolm X, regia di Spike Lee (1992)
- Scacco al re nero (Sugar Hill), regia di Leon Ichaso (1993)
- The Inkwell, regia di Matty Rich (1994)
- Crooklyn, regia di Spike Lee (1994)
- Il verdetto della paura (Trial by Jury), regia di Heywood Gould (1994)
- Clockers, regia di Spike Lee (1995)
- Bus in viaggio (Get on the Bus), regia di Spike Lee (1996)
- Solo se il destino ('Til There Was You), regia di Scott Winant (1997)
- 4 Little Girls, regia di Spike Lee (1997)
- La baia di Eva (Eve's Bayou), regia di Kasi Lemmons (1997)
- S.O.S. Summer of Sam - Panico a New York (Summer of Sam), regia di Spike Lee (1999)
- Next Friday, regia di Steve Carr (2000)
- Love & Basketball, regia di Gina Prince-Bythewood (2000)
- Bamboozled, regia di Spike Lee (2000)
- Crime Shades, regia di Kasi Lemmons (2001)
- Original Sin, regia di Michael Cristofer (2001)
- Glitter, regia di Vondie Curtis-Hall (2001)
- La bottega del barbiere (Barbershop), regia di Tim Story (2002)
- People I Know, regia di Daniel Algrant (2002)
- Indagini sporche (Dark Blue), regia di Ron Shelton (2002)
- La 25ª ora (25th Hour), regia di Spike Lee (2002)
- Lei mi odia (She Hate Me), regia di Spike Lee (2004)
- All the Invisible Children, regia collettiva (2005) - (segmento "Jesus Children of America")
- Inside Man, regia di Spike Lee (2006)
- Waist Deep - Strade dannate (Waist Deep), regia di Vondie Curtis-Hall (2006)
- When the Levees Broke: A Requiem in Four Acts, regia di Spike Lee (2006)
- Parla con me (Talk to Me), regia di Kasi Lemmons (2007)
- Miracolo a Sant'Anna (Miracle at St. Anna), regia di Spike Lee (2008)
- Cadillac Records, regia di Darnell Martin (2008)
- Bunraku, regia di Guy Moshe (2010)
- The Key Man, regia di Peter Himmelstein (2011)
- Red Tails, regia di Anthony Hemingway (2012)
- Black or White, regia di Mike Binder (2014)
- Chi-Raq, regia di Spike Lee (2015)
- The Comedian, regia di Taylor Hackford (2016)
- BlacKkKlansman, regia di Spike Lee (2018)
- Harriet, regia di Kasi Lemmons (2019)
- Da 5 Bloods - Come fratelli (Da 5 Bloods), regia di Spike Lee (2020)
- Quella notte a Miami... (One Night in Miami...), regia di Regina King (2020)
- Bruised, regia di Halle Berry (2020)

#### Televisione
- Sucker Free City, regia di Spike Lee – film TV (2004)
- Perry Mason – serie TV, 16 episodi (2020-2023)
- Genius – serie TV, episodi 3x1 (2021)

## Riconoscimenti

### Premio Oscar
- 2021 - Candidatura alla migliore colonna sonora per Da 5 Bloods - Come fratelli